# Јонас Хектор
Јонас Армин Хектор (27. мај 1990) немачки је фудбалер који играч на позицији левог бека и тренутно наступа за Келн и репрезентацију Немачке.
За сениорски тим Келна је почео да игра 2012. године и за тај тим је скупио преко 200 наступа у свим такмичењима. Са Келном је два пута освојио Другу Бундеслигу.
За репрезентацију Немачке одиграо је 43 утакмице и постигао 3 гола. Представљао је Немачку на Европском првенству 2016. и Светском првенству 2018. Поред тога је освојио и Куп конфедерација 2017.